# Litoria freycineti
Litoria freycineti és una espècie de granota que viu a Austràlia (des de Queensland fins a Nova Gal·les del Sud).